# Pseudopatellinoides
Pseudopatellinoides es un género de foraminífero bentónico de la familia Rosalinidae, de la superfamilia Discorboidea, del suborden Rotaliina y del orden Rotaliida. Su especie tipo es Pseudopatellinoides primus. Su rango cronoestratigráfico abarca el Tortoniense superior (Mioceno medio).

## Clasificación
Pseudopatellinoides incluye a la siguiente especie:
- Pseudopatellinoides primus †